# 蒙特罗勒塞纳尔
蒙特罗勒塞纳尔（法語：Montrol-Sénard，法語發音：[mɔ̃tʁɔl senaʁ]）是法国上法蘭西大區上维埃纳省的一个市镇，属于贝拉克区。

## 地理
蒙特罗勒塞纳尔（46°1'50"N, 0°57'31"E）面积27.17 平方千米，位于法国新阿基坦大区上维埃纳省，该省份为法国中西部省份，北起顺时针与安德尔省、克勒兹省、科雷兹省、多爾多涅省、夏朗德省和维埃纳省接壤。
与蒙特罗勒塞纳尔接壤的市镇（或旧市镇、城区）包括：蒙特罗莱、布隆、锡约、雅韦尔达、莫特马尔、努伊克。

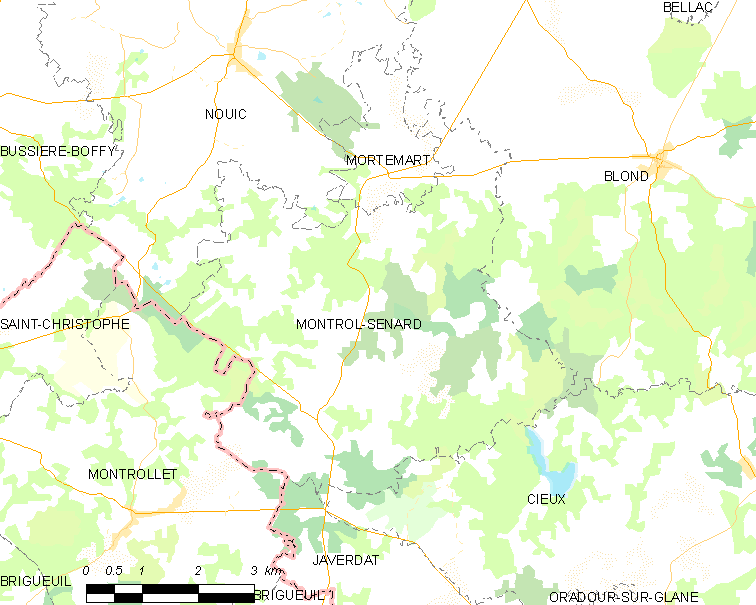
蒙特罗勒塞纳尔的OSM定位图

蒙特罗勒塞纳尔的时区为UTC+01:00、UTC+02:00（夏令时）。

## 行政
蒙特罗勒塞纳尔的邮政编码为87330，INSEE市镇编码为87100。

## 政治
蒙特罗勒塞纳尔所属的省级选区为贝拉克县。

## 人口

1962-2008年间蒙特罗勒塞纳尔人口变化图示

蒙特罗勒塞纳尔于2022年1月1日时的人口数量为253人。